# Höfuðborgarsvæðið
64°08′00″N 21°56′00″V / 64.13333°N 21.93333°V
Höfuðborgarsvæðið er en af Islands otte regioner. Höfuðborgarsvæðið er delt ind i 8 kommuner (sveitarfélög) og har et areal på 1.042 km². Den omfatter overvejende hovedstaden Reykjavík og dens forstæder. Den 1. december 2008 havde regionen 201.585 indbyggere og en befolkningstæthed på 193.46 indbyggere pr kvadratkilometer, det vil sige at ⅔ af Islands befolkning bor i regionen.

## Regionens kommuner
Reykjavík: 120.165 – Kópavogur: 29,886 – Hafnarfjörður: 25,726 -
Garðabær: 12,818 –
Mosfellsbær: 8,625 – Seltjarnarnes: 4,437 – Kjósarhreppur: 190
Tilsammen: 201,847 (2008)

## Ekstern henvisning
- Om Höfuðborgarsvæði (islandsk)